# Reli Hrvatska
Reli Hrvatska novi je reli u natjecanju Svjetskog reli prvenstva koje se održava na cestama Zagrebačke, Karlovačke, Primorsko-goranske i Krapinsko-zagorske županije. Asfaltni brzinci s vrlo uskim cestama i promjenjivom vrstom asfalta koji imaju promjenljivo držanje automobila u zavojima drže ovaj reli kao jedan od najizazovnijih u kalendaru natjecanja.

## Povijest
Začeci
Može se reći da je pokušaj dovođenja WRC-a u Hrvatsku započeo još 90-ih strelovitim usponom INA Delta Rallyja. Vrtoglav uspon tog relija nezabilježen je u povijesti Europskog relijskog prvenstva. 1992. i 1993. godine reli je održan s koeficijentom 2, 1994. godine s koeficijentom 5, a već sljedeće 1995. godine s prestižnim koeficijentom 10. Reli je od 1996. godine redovno kandidiran i za najviši europski koeficijent, tada jedini još preostao koeficijent 20, sadašnje Prvenstvo Europe. Izdanje relija 2007. godine po prvi puta je imalo najviši europski status – utrka Prvenstva Europe (ERC).
Konkretni koraci i osvajanje kandidature
2017. godine, nakon što je Croatia Rally, kao sljednik INA Delta Rallya, u statusu ERC-a 2013. preselio u Istru, točnije Poreč, ekipa oko Auto Kluba D.T. iz Poreča, A.K. Cro Dakar Team iz Zagreba i A.K. Delta Sport iz Zagreba, uz podršku tadašnjeg predsjednika HAKS-a Matka Bolanče, potpredsjednika HAKS-a Domagoja Kamenskog i tajnika HAKS-a kao i člana World Motor Sport Council, Zrinka Gregureka, počela je konkretnije raditi na ideji dovođenja WRC-a u Hrvatsku. Uz Gregurekovo lobiranje u FIA-i u kontinuitetu od 2015. do 2020. godine, na kraju i uspješno, Hrvatskoj je WRC Candidate bio odobren već 2018. godine. No Turska je bila brža pa je tako u gotovo tjedan dana pribavila sve potrebne dozvole i državne garancije te potpisala ugovor s WRC promotorom za termin krajem rujna, kojem su se nadali hrvatski organizatori. Nakon toga termin ponuđen Hrvatskoj bio je u srpnju 2018., što nikako nije bilo prihvatljivo s obzirom na sezonske gužve i špicu turističke sezone, a želja organizatora bila je WRC u Hrvatskoj organizirati u travnju ili svibnju ili početkom lipnja ili krajem rujna ili u listopadu. Vlada RH je 2018. godine na 103. sjednici dala suglasnosti za podnošenje kandidature za organizaciju Svjetskog prvenstva u reliju (WRC) u Hrvatskoj 2019. i 2020. godine. To je bio prvi preduvjet da se WRC održi po prvi puta u Hrvatskoj, jer FIA i WRC promotori uvjetuju dovođenje WRC-a u jednu državu jedino aktivno sudjelovanjem državnih institucija u projektu i to na više razina kako bi se osigurala kvalitetna izvedba. Tada je cijela priča stala te nije bilo novosti o napretku pregovora. U ožujku 2019. godine, dotadašnji pomoćnik predsjednika HAKS-a i dugogodišnji član Upravnog odbora Hrvatskog auto i karting saveza, Davorin Štetner izabran je za novog predsjednika saveza. Davorin Štetner je 2011. godine upisan u povijest Formule 1 kao najmlađi privatni vlasnik TV prava Formule 1 u svijetu. U srpnju 2020. godine predsjednik FIA-e Jean Todt posjetio je Hrvatsku. Glavna tema sastanaka s hrvatskim dužnosnicima bila je mogućnosti održavanja WRC-a u Hrvatskoj. Na sjednici WMSC-a održanoj u listopadu 2020. potvrđeno je da će Croatia Rally biti dijelom WRC kalendara 2021. godine. Neposredno po završetku WMSC sjednice, član WMSC-a Zrinko Gregurek obavijestio je o toj izuzetnoj sportskoj vijesti Hrvatski auto i karting savez, kao i Danijela Šaškina, idejnog začetnika WRC projekta u Hrvatskoj.
Jean Todt se u svojem obraćanju Hrvatskoj posebno osvrnuo na uspješnu organizaciju i održavanje INA Delta Rally u rujnu 2020. u Zagrebu pogotovo u kontekstu restrikcija i epidemioloških mjera vezanih uz epidemiju koronavirusa. To je bila konačna potvrda, a možda i prevaga za održavanje WRC-a u Hrvatskoj 2021. godine.

#### Croatia Rally 2021
Prvo WRC izdanje Croatia Rallyja održano je od 22. do 25. travnja 2021. godine. Itinerer se sastojao od 20 brzinskih ispita u tri županije, Karlovačkoj, Krapinsko-zagorskoj i Zagrebačkoj. Odmah se upisao u WRC anale zbog tijesne pobjede koju je na posljednjem brzinskom ispitu od Zagorskih Sela do Kumrovca izborio aktualni svjetski prvak Sébastien Ogier. Vozeći Toyotu Yaris WRC slavio je sa samo 6 desetinki sekunde prednosti ispred momčadskog kolege Elfyna Evansa koji je pobjedu ispustio doslovno na posljednjem zavoju. Tada je to bila treća najmanja prednost pobjednika u povijesti svjetskog reli prvenstva. Upravo je Powerstage Croatia Rallya izabran za prekretnicu sezone 2021 u anketi internetskog portala Svjetskog prvenstva u rallyju. U konkurenciji WRC-2 najdominantnija posada po broju pobjeda u brzincima Nikolay Gryazin / Konstantin Aleksandrov sa 9 pobjeda slupala se u 19. brzincu.

#### 2022.
Prošlogodišnji pobjednik i aktualni svjetski prvak Francuz Sebastien Ogier te Sebastian Loeb nisu nastupili. U konkurenciji WRC-3 Sami Pajari / Enni Mälkönen pobjedili su u prvih 17 brzinaca prije nego su se slupali u 18., posljednjem brzincu.

#### 2023.
Na test vožnji poginuo je irski vozač Craig Breen. To je 20. smrtni slučaj u povijesti WRC-a i jedini koji se dogodio za vrijeme testiranja.
Pobijedio je velški vozač Elfyn Evans, drugi je bio Estonac Ott Tänak, a treći Finac Esapekka Lappi.

#### 2024.
Reli Hrvatska 2024. (eng. Croatia Rally 2024.) moto je utrka za reli automobile koja se održala tijekom četiri dana od 18. do 21. travnja 2024. To je bilo četrdeset osmo održavanje natjecanja Relija Hrvatska te četvrta utrka Svjetskog prvenstva u reliju 2024., Svjetskog prvenstva u reliju-2 i Svjetskog prvenstva u reliju-3. Događaj je ujedno bio i druga runda Svjetskog juniorskog prvenstva u reliju 2024.
Pobijedio je Francuz Sébastien Ogier u Toyoti GR Yaris Rally1 s vremenom 2:40:23.6 ispred Velšanina Elfyna Evansa u istoj marki automobila s vremenom 2:40:33.3, a treći je bio Thierry Neuville iz Belgije u vozilu Hyundai i20 N Rally1 s vremenom 2:41:09.4.

## Izdanja
| Naziv 2021.-... Croatia Rally | Podloga 2021.- asfalt | Sjedište relija 2021.- Grad Zagreb |

Kazalo:
██ žena
██ najveći broj osvojenih brzinaca u utrci u konkurenciji
+1 označava pobjedu u Power stage-u u konkurenciji
0.5 označava pobjedu u Shakedown-u u konkurenciji
* ispred naziva automobila označava da je kompletna konkurencija vozila automobil istog proizvođača
| Godina | Duljina [km]   | Broj etapa | Broj brzinaca | Broj posada Start (Cilj); Broj Ž vozača | Broj WRC posada Start (Cilj); Broj Ž vozača | Pobjednici      | Pobjednici       | Pobjednici             | Pobjednici | Pobjednici | # 2         | # 2             | # 2                  | # 2 | # 3              | # 3              | # 3                   | # 3 | Najviše osvojenih brzinaca | Najviše osvojenih brzinaca | Najviše osvojenih brzinaca | Najviše osvojenih brzinaca | Najviše osvojenih brzinaca |
| Godina | Duljina [km]   | Broj etapa | Broj brzinaca | Broj posada Start (Cilj); Broj Ž vozača | Broj WRC posada Start (Cilj); Broj Ž vozača | Vozač           | Suvozač          | Automobil              | MP [min]   | OB         | Vozač       | Suvozač         | Automobil            | OB  | Vozač            | Suvozač          | Automobil             | OB  | Poz.                       | Vozač                      | Suvozač                    | Automobil                  | OB                         |
| ------ | -------------- | ---------- | ------------- | --------------------------------------- | ------------------------------------------- | --------------- | ---------------- | ---------------------- | ---------- | ---------- | ----------- | --------------- | -------------------- | --- | ---------------- | ---------------- | --------------------- | --- | -------------------------- | -------------------------- | -------------------------- | -------------------------- | -------------------------- |
| 2023.  |                |            |               | ()                                      | ()                                          | Elfyn Evans     | Scott Martin     |                        | +:         |            | Ott Tänak   | Martin Järveoja |                      |     | Esapekka Lappi   | Janne Ferm       |                       |     |                            | [[]]                       | [[]]                       |                            |                            |
| 2022.  | 275,99 /291,84 | 3          | 19/20         | 63 (56)                                 | 11 (9)                                      | Kalle Rovanperä | Jonne Halttunen  | Toyota GR Yaris Rally1 | +0:4,3     | 7.5+1      | Ott Tänak   | Martin Järveoja | Hyundai i20 N Rally1 | 2   | Thierry Neuville | Martijn Wydaeghe | Hyundai i20 N Rally1  | 3   | 🡸                          | 🡸                          | 🡸                          | 🡸                          | 🡸                          |
| 2021.  | 300,32         | 3          | 20            | 65 (55)                                 | 11 (10)                                     | Sébastien Ogier | Julien Ingrassia | Toyota Yaris WRC       | +0:0,6     | 8+1        | Elfyn Evans | Scott Martin    | Toyota Yaris WRC     | 4.5 | Thierry Neuville | Martijn Wydaeghe | Hyundai i20 Coupe WRC | 6   | 🡸                          | 🡸                          | 🡸                          | 🡸                          | 🡸                          |

### WRC-2
| Godina | Broj brzinaca | Broj WRC2 posada Start (Cilj); Broj Ž vozača | Pobjednici | Pobjednici       | Pobjednici        | Pobjednici        | Pobjednici | Pobjednici | # 2                  | # 2                      | # 2                    | # 2 | # 3                     | # 3                    | # 3                    | # 3 | Najviše osvojenih brzinaca | Najviše osvojenih brzinaca | Najviše osvojenih brzinaca | Najviše osvojenih brzinaca | Najviše osvojenih brzinaca |
| Godina | Broj brzinaca | Broj WRC2 posada Start (Cilj); Broj Ž vozača | UP         | Vozač            | Suvozač           | Automobil         | MP [min]   | OB         | Vozač                | Suvozač                  | Automobil              | OB  | Vozač                   | Suvozač                | Automobil              | OB  | Poz.                       | Vozač                      | Suvozač                    | Automobil                  | OB                         |
| ------ | ------------- | -------------------------------------------- | ---------- | ---------------- | ----------------- | ----------------- | ---------- | ---------- | -------------------- | ------------------------ | ---------------------- | --- | ----------------------- | ---------------------- | ---------------------- | --- | -------------------------- | -------------------------- | -------------------------- | -------------------------- | -------------------------- |
| 2023.  |               | ()                                           | .          | Yohan Rossel (2) | Arnaud Dunand     |                   | +:         |            | / Nikolay Gryazin    | / Konstantin Aleksandrov |                        |     | Emil Lindholm           | Reeta Hämäläinen       |                        |     |                            | [[]]                       | [[]]                       |                            |                            |
| 2022.  | 18            | 28 (27)                                      | 7.         | Yohan Rossel     | Valentin Sarreaud | Citroën C3 Rally2 | +1:00,2    | 3          | Kajetan Kajetanowicz | Maciej Szczepaniak       | Škoda Fabia Rally2 evo | 3   | Emil Lindholm           | Reeta Hämäläinen       | Škoda Fabia Rally2 evo | 2+1 |                            | [[]]                       | [[]]                       |                            |                            |
| 2021.  | 20            | 7 (5)                                        | 9.         | Mads Østberg     | Torstein Eriksen  | Citroën C3 Rally2 | +0:28,5    | 5          | Teemu Suninen        | Mikko Markkula           | Ford Fiesta R5 Mk. II  | 3.5 | Marco Bulacia Wilkinson | Marcelo Der Ohannesian | Škoda Fabia R5 Evo     | 0   | dnf 19.BI                  | / Nikolay Gryazin          | / Konstantin Aleksandrov   |                            | 9                          |

### WRC-3
| Godina | Broj brzinaca | Broj WRC3 posada Start (Cilj); Broj Ž vozača | Pobjednici | Pobjednici           | Pobjednici         | Pobjednici          | Pobjednici | Pobjednici | # 2           | # 2             | # 2                 | # 2 | # 3                      | # 3              | # 3                 | # 3 | Najviše osvojenih brzinaca | Najviše osvojenih brzinaca | Najviše osvojenih brzinaca | Najviše osvojenih brzinaca | Najviše osvojenih brzinaca |
| Godina | Broj brzinaca | Broj WRC3 posada Start (Cilj); Broj Ž vozača | UP         | Vozač                | Suvozač            | Automobil           | MP [min]   | OB         | Vozač         | Suvozač         | Automobil           | OB  | Vozač                    | Suvozač          | Automobil           | OB  | Poz.                       | Vozač                      | Suvozač                    | Automobil                  | OB                         |
| ------ | ------------- | -------------------------------------------- | ---------- | -------------------- | ------------------ | ------------------- | ---------- | ---------- | ------------- | --------------- | ------------------- | --- | ------------------------ | ---------------- | ------------------- | --- | -------------------------- | -------------------------- | -------------------------- | -------------------------- | -------------------------- |
| 2023.  |               | ()                                           | .          | Eamonn Kelly         | Conor Mohan        |                     | +:         |            | Tom Rensonnet | Loïc Dumont     |                     |     | Roberto Blach Jr.        | Mauro Barreiro   |                     |     |                            | [[]]                       | [[]]                       |                            |                            |
| 2022.  | 18            | 10 (8)                                       | 17.        | Lauri Joona          | Mikael Korhonen    | *Ford Fiesta Rally3 | +4:07,7    | 0          | Robert Virves | Aleks Lesk      | *Ford Fiesta Rally3 | 0   | Jean-Baptiste Franceschi | Anthony Gorguilo | *Ford Fiesta Rally3 | 0   | dnf 18.BI                  | Sami Pajari                | Enni Mälkönen              |                            | 17                         |
| 2021.  | 19            | 14 (10)                                      | 11.        | Kajetan Kajetanowicz | Maciej Szczepaniak | Škoda Fabia R5 Evo  | +1:14,6    | 4          | Emil Lindholm | Mikael Korhonen | Škoda Fabia R5 Evo  | 4   | Yohan Rossel             | Alexandre Coria  | Citroën C3 Rally2   | 6+1 | 🡸                          | 🡸                          | 🡸                          | 🡸                          | 🡸                          |

### Statistika (2021.)
| Proizvođač | Pobjede | Pobjede | Pobjede | Pobjede | Postolja |
| Proizvođač | Σ       | WRC     | WRC2    | WRC3    | Postolja |
| ---------- | ------- | ------- | ------- | ------- | -------- |
| Citroën    | 1       |         | 1       |         | 2        |
| Ford       | 0       |         |         |         | 1        |
| Hyundai    | 0       |         |         |         | 1        |
| Škoda      | 1       |         |         | 1       | 3        |
| Toyota     | 1       | 1       |         |         | 2        |

## Vanjske poveznice
- Svjetsko prvenstvo u reliju
- karta relija
- eWRC-results Croatia Rally